# Correcteur électronique de trajectoire
Pour les articles homonymes, voir ESP, ESC et DSC.

Exemple de témoin d'avertissement du correcteur électronique de trajectoire sur le tableau de bord.

Le correcteur électronique de trajectoire (en anglais electronic stability program, ESP ou electronic stability control, ESC ou dynamic stability control, DSC) est un équipement de sécurité active d'antidérapage destiné à améliorer le contrôle de trajectoire d'un véhicule automobile.

## Terminologie
L’appellation systèmes de contrôle électronique de la stabilité est également utilisée dans le règlement no 140 de la CEE-ONU.
L’appellation système de contrôle de stabilité est utilisée dans le règlement technique mondial no 8, inscrit au Registre mondial le 26 juin 2008, conformément à l'accord du 25 juin 1998.
Le nom d'« ESP » est surtout repris par les constructeurs allemands et français alors que d'autres marques le dénomment différemment (voir ci-dessous). La SAE International préconise l'emploi du sigle ESC.
L’appellation correcteur électronique de trajectoire ne doit pas être confondue avec le système automatisé de maintien de trajectoire.

## Histoire
L'équipementier automobile allemand Bosch est le premier à développer le système ESP (en allemand Elektronisches Stabilitätsprogramm) qui est d'abord utilisé par Mercedes-Benz et BMW en 1995 avant de se généraliser chez d'autres marques au positionnement plus accessible. Depuis la première version de 1995, l'ESP a beaucoup évolué. C'est aujourd'hui un programme d'antidérapage qui travaille en collaboration avec divers systèmes de gestion électroniques (mêmes capteurs que l'ABS et l'antipatinage) pour détecter les pertes d'adhérence en virage et les contrecarrer en freinant une ou plusieurs roues, permettant ainsi d'améliorer la tenue de route. Il permet selon Bosch d'éviter 80 % des accidents par perte de contrôle du véhicule.
En 2008, le règlement technique mondial no 8 système de contrôle de stabilité, est inscrit au Registre mondial conformément à l'accord du 25 juin 1998.

## Fonctionnement

### Contexte
De nombreux accidents sont provoqués par la sortie de route d'un véhicule seul, qui intervient après une perte de contrôle de ce véhicule. Ces sorties de route peuvent provoquer un choc ou un renversement, et potentiellement des blessures traumatisantes ou mortelles.
La perte de contrôle n'est pas causée par un manque d'adhérence des pneumatiques, mais par des facteurs divers : 95 % des renversements dans des accidents de véhicules seuls avaient été provoqués par exemple par une bordure de trottoir, un terrain trop meuble, un nid-de-poule, une glissière de sécurité ou un déjantage.

### Principe de fonctionnement
L'ESP permet de corriger la trajectoire en agissant sur le système de freinage ainsi que sur le couple moteur. Il agit lorsque le véhicule prend un virage à trop grande vitesse ou lors d'un changement brutal de trajectoire (évitement d'obstacle) et risque de perdre sa stabilité et échapper au contrôle de son conducteur : 
sous-virerle train avant dérive davantage que le train arrière et l'automobile a tendance à aller tout droit au lieu de suivre la courbe. L'ESP rétablit le véhicule en donnant l'ordre de freiner la roue arrière intérieure. En cas de fort sous virage, l'ESP freine aussi les roues avant ;
survirerle train arrière dérive davantage que le train avant et si la trajectoire n'est pas rétablie, la voiture part en tête-à-queue. L'ESP rétablit le véhicule en donnant l'ordre de freiner la roue avant extérieure.
Au besoin, si le conducteur recherche encore à accélérer, l'ESP atténue voire annule cette accélération.
Ces phénomènes sont décelés par des capteurs : vitesses de rotation des roues au niveau des trains roulants, angle du volant au niveau de la direction, vitesse de lacet (rotation du véhicule par rapport à l'axe vertical) et accélération transversale. Les calculateurs vérifient et analysent (plusieurs fois par seconde) si la trajectoire réelle suivie par le véhicule correspond à celle souhaitée par le conducteur. Si une situation anormale se produit, la trajectoire est corrigée par un freinage d'une ou plusieurs roues.

## Public ciblé
« L'ESC a pour effet de permettre à un conducteur moyen, avec des manœuvres apprises en conduite normale, d'effectuer les actions correctes pour maîtriser le véhicule en cas d'urgence. En outre, il permet d’éviter que le véhicule s'écarte de la trajectoire voulue, ce qui pourrait être une cause de panique chez un conducteur se trouvant en situation critique.
Outre l'avantage précité de permettre à des conducteurs moyens de faire face à des situations d'urgence et de conduire sur chaussée glissante, l'ESC permet de garder la maîtrise du véhicule beaucoup plus efficacement que ne le feraient des conducteurs expérimentés sur des véhicules non munis de l'ESC. D'un point de vue pratique, les mouvements de maîtrise du lacet sur ce type de véhicule se limitent à des mouvements sur la direction. Or, lorsque les pneumatiques approchent de la force latérale maximale compte tenu de l'adhérence disponible, le moment de lacet produit par un accroissement donné de l'angle de braquage est très inférieur à ce qu’il est en conduite normale, lorsque les forces latérales sont faibles. »

## Efficacité
Dans son argumentation technique et exposé des raisons, le règlement technique mondial no 8 considère que les analyses des statistiques d’accidents effectuées aux États-Unis d’Amérique, en Europe et au Japon démontrent l'efficacité des ESC pour la réduction des accidents de véhicules seuls.
Des essais en simulations montrent une réduction des pertes de maîtrise de véhicules seuls : -34 % pour les berlines et -59 % pour les véhicules de type SUV. Aux États-Unis, les valeurs sont de -71 % pour les berlines et -84 % pour les SUV.

### Efficacité aux États-Unis
D'après les études réalisées par des institutions américaines en 2004 et 2006, cette technologie permet d'éviter un tiers des accidents mortels,.

## Limites
Selon le règlement mondial no 8, l'ESC ne permet pas d'éviter les accidents lorsque la vitesse est trop élevée pour l'adhérence disponible, en cas d’inattention ou de somnolence du conducteur.
Il existe également des cas où l'ESC n'est pas actif :

« a. Lorsque le conducteur a désactivé l'ESC ;
b. Lorsque la vitesse du véhicule est inférieure à 20 km/h ;
c. Pendant l’essai initial d’autodiagnostic au démarrage et les contrôles de plausibilité, dont la durée ne doit pas excéder deux minutes, lorsque le véhicule est conduit dans les conditions énoncées au paragraphe 7.10.2 ; 
d. Lorsque le véhicule est conduit en marche arrière. »

— Règlement mondial no 8.

## Législations et règlements

### Législation
La Suède a promu l'ESC avec des campagnes de sensibilisation mais d'autres pays ont développé son usage par la législation.
La province canadienne du Québec a été la première juridiction à faire entrer en vigueur une loi ESC, le rendant obligatoire pour le transport de biens dangereux (sans Enregistreur de données d'accident) en 2005.
Les États-Unis ont suivi, rendant l'ESC obligatoire pour toutes les voitures particulières et véhicules utilitaires d'une masse de moins de 10 000 livres (4 536 kg), avec un règlement séquencé pour 55 % des modèles de 2009 (à partir du 1er septembre 2008), 75 % des modèles de 2010, et 95 % des modèles de 2011, et obligatoire sur tous les modèles de 2012[réf. nécessaire].
Le Canada a rendu obligatoire l'ESC sur tous les véhicules à partir du 1er septembre 2011,,.
Le gouvernement australien annonce le 23 juin 2009 que l'ESC devient obligatoire au 1er novembre 2011 pour tous les véhicules de transport de passagers vendus en Australie, et à tous les nouveaux véhicules à compter de  novembre 2013.
Le gouvernement de Nouvelle-Zélande a suivi en février 2014 le rendant obligatoire sur tous les véhicules à partir du 1er juillet 2015 .
Le parlement européen a également voulu une introduction rapide de l'ESC. La commission européenne a confirmé la proposition de l'introduction d'une obligation de l'ESC sur tous les nouveaux modèles de voitures particulières et de véhicules commerciaux introduits sur le marché de l'Union européenne depuis le 1er novembre 2011, et pour tous les nouvelles voitures particulières depuis le 1er novembre 2014.

### Règlements
Deux règlement internationaux définissent le fonctionnement de l'ESC, un règlement européen et un règlement mondial :
- la Commission économique pour l'Europe des Nations unies a enregistré le règlement 140 pour les systèmes de contrôle électronique de la stabilité, annexé à l'accord européen de 1958 ;
- la Commission économique pour l'Europe des Nations unies a enregistré un règlement mondial pour harmoniser l'ESC[16]. Le règlement mondial No 8 systèmes de contrôle de stabilité a été sponsorisé par les États-Unis d'Amérique[17], et prend en compte le FMVSS126 (Federal Motor Vehicle Safety Standard).

## Dénominations commerciales
Le terme ESP est utilisé dans des directives européennes.
Certains constructeurs utilisent les termes suivants pour cette fonctionnalité : 
- DSC (de l'anglais Dynamic Stability Control) chez BMW et Jaguar ;
- DSTC (de l'anglais Dynamic Stability and Traction Control) chez Volvo ;
- VDC (de l'anglais Vehicle Dynamic Control) chez Nissan[19], Alfa Romeo ;
- VSA (de l'anglais Vehicle Stability Assist) chez Honda[20] ;
- VSC (de l'anglais Vehicle Stability Control) chez Toyota ;
- GSA  dans la série de jeux vidéo Gran Turismo.